# Lista de concertos musicais com mais público

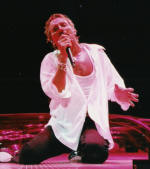
Rod Stewart na década de 1990, época em que realizou o show com o maior público de todos os tempos, no Réveillon de Copacabana.

Essa é um lista de concertos musicais com mais público de todos os tempos. Os shows gratuitos não têm uma bilheteria que comprove o total de público, sendo geralmente estimado pelas autoridades locais, o que pode notadamente ser passível de exageros. Ainda assim, alguns deles contaram com mais de um milhão de pessoas, com o maior público pertencendo ao cantor britânico Rod Stewart, que se apresentou para cerca de 4,2 milhões de pessoas na Praia de Copacabana, no Rio de Janeiro, na virada de 1994 para 1995, recorde que consta inclusive no Guinness World Records.
O instrumentista Jean-Michel Jarre, conhecido por organizar espetáculos de suas músicas ao ar livre, aparece três vezes na lista de dez maiores concertos da história, com shows realizados em Houston, Paris e Moscou, este último quebrando o recorde do artista, atraindo cerca de 3,5 milhões de espectadores à Universidade Estatal de Moscou, em 1997.
Já a cidade do Rio de Janeiro aparece cinco vezes na listagem, com eventos realizados sempre na Praia de Copacabana: além do concerto de Rod Stewart, entram na relação os shows do brasileiro Jorge Ben Jor (no réveillon de 1993), das cantoras norte-americanas Lady Gaga (em maio de 2025) e Madonna (em maio de 2024), além da banda britânica The Rolling Stones (em fevereiro de 2006).
Os dois eventos que completam a lista contaram com a presença de mais de um artista: o festival de heavy metal Monsters of Rock e a série de shows beneficentes Live 8.

## Concertos gratuitos
Esses são os dez maiores públicos em concertos gratuitos:
| #  | Artista principal        | Local                       | Cidade         | Evento                                              | Data       | Público   | Ref.  |
| -- | ------------------------ | --------------------------- | -------------- | --------------------------------------------------- | ---------- | --------- | ----- |
| 1  | Rod Stewart              | Praia de Copacabana         | Rio de Janeiro | Réveillon                                           | 31/12/1994 | 4 200 000 | [ 3 ] |
| 2  | Jean-Michel Jarre        | Universidade de Moscou      | Moscou         | Oxygene in Moscow Aniversário de 850 anos de Moscou | 06/09/1997 | 3 500 000 | [ 2 ] |
| 3  | Jorge Ben Jor e Tim Maia | Praia de Copacabana         | Rio de Janeiro | Réveillon                                           | 31/12/1993 | 3 000 000 | [ 2 ] |
| 4  | Jean-Michel Jarre        | La Défense                  | Paris          | Dia da Bastilha                                     | 14/07/1990 | 2 500 000 | [ 2 ] |
| 5  | Lady Gaga                | Praia de Copacabana         | Rio de Janeiro | Todo Mundo no Rio                                   | 03/05/2025 | 2 100 000 | [ 4 ] |
| 6  | Vários artistas          | Aeródromo Tushino           | Moscou         | Monsters of Rock                                    | 28/09/1991 | 1 600 000 | [ 2 ] |
| 6  | Madonna                  | Praia de Copacabana         | Rio de Janeiro | The Celebration Tour                                | 04/05/2024 | 1 600 000 | [ 2 ] |
| 8  | Vários artistas          | Museu de Arte de Filadélfia | Filadélfia     | Live 8                                              | 02/07/2005 | 1 500 000 | [ 5 ] |
| 8  | The Rolling Stones       | Praia de Copacabana         | Rio de Janeiro | A Bigger Bang Tour                                  | 18/02/2006 | 1 500 000 | [ 2 ] |
| 10 | Jean-Michel Jarre        | Downtown Houston            | Houston        | Rendez-vous Houston: A City in Concert              | 05/04/1986 | 1 300 000 | [ 6 ] |